# Sân bay Lübeck
Sân bay Lübeck (IATA: LBC, ICAO: EDHL), cũng gọi là Sân bay Lübeck Blankensee (tiếng Đức: Flughafen Lübeck Blankensee), là một sân bay ở Đức cách 8 km về phía nam của trung tâm thành phố Lübeck và cách 54 km về phía đông bắc thành phố Hamburg.
Các cổ đông của sân bay này gồm thành phố Lübeck và Infratil của New Zealand.

## Các hãng hàng không và các tuyến điểm
- Jet2.com (Leeds-Bradford)
- Onur Air (Antalya)
- Ryanair (Dublin, Edinburgh, Frankfurt-Hahn, Girona, London-Stansted, Milan-Bergamo, Pisa, Stockholm-Skavsta)
- Wizz Air (Gdańsk)